# Bakel (departamento)
Bakel é um departamento da região de Tambacounda, no Senegal. Divide-se nos arrondissements de Bala, Diawara, Goudiry, Kéniaba e Kidira.